# Mitchell (Iowa)
Pour les articles homonymes, voir Mitchell.
Ne doit pas être confondu avec Comté de Mitchell (Iowa).
Mitchell est une ville du comté de Mitchell, en Iowa, aux États-Unis. Elle est fondée en 1854 et incorporée le 27 mai 1879.

## Source de la traduction
- (en) Cet article est partiellement ou en totalité issu de l’article de Wikipédia en anglais intitulé « Mitchell, Iowa » (voir la liste des auteurs).